# Dasypeltis arabica
Dasypeltis arabica — вид змій роду яйцева змія (Dasypeltis) родини полозових (Colubridae). Інша назва яйцева змія арабська.

## Поширення
Вид поширений на півночі Ємену та на півдні Саудівської Аравії.